# Avril 1785
Cette page présente les faits marquants du mois d'avril 1785.

## Événements
- 21 avril, Russie : Catherine II de Russie renforce le pouvoir des villes et de la noblesse par la publication de deux chartes[1]. Les privilèges sont codifiés par la Charte de la Noblesse : exemptés d’impôts, dégagés de toute obligation envers l’État, les nobles ont désormais un pouvoir absolu sur leurs paysans, soumis, eux, au règne du plus total arbitraire puisqu’ils se retrouvent privés de tout recours devant l’administration impériale. La charte des Citadins les répartit en six classes (propriétaires, marchands, artisans, artisans travaillant à leur compte, professions libérales, étrangers). Ils élisent une Douma municipale, composée de six conseillers municipaux et d’un maire.

## Naissances
- 21 avril : Charles de Flahaut, diplomate français.
- 26 avril : Jean-Jacques Audubon (mort en 1851), ornithologue, naturaliste et peintre américain d'origine française.
- 29 avril : Leopold von Frankenberg-Ludwigsdorf (mort en 1878), magistrat et homme d'État prussien

## Décès
- 2 avril : Gabriel Bonnot de Mably, moraliste, historien et économiste français (Grenoble, 1709-Paris, 1785).